# Eupodotis rueppellii
Eupodotis rueppellii е вид птица от семейство Otididae.

## Разпространение
Видът е разпространен в Ангола и Намибия.